# Grumbach (Schmalkalden)
Grumbach ist ein Ortsteil der Stadt Schmalkalden im Landkreis Schmalkalden-Meiningen in Thüringen.

## Lage
Grumbach liegt ungefähr fünf Kilometer südlich der Kernstadt Schmalkalden. Der Ort ist mit Talwiesen, Wäldern und Bergen umgeben. Bei Näherstille zweigt von der Landesstraße 1118 die Ortsverbindungsstraße nach Grumbach Richtung Süden ab.

## Geschichte
Das ehemalige Dorf wurde erstmals urkundlich zwischen 802 und 817 erwähnt. Die Gemeinde geht nur von 1285 aus. Ursprung der Ansiedlung waren zwei Höfe (Ober- und Untergrumbach). Untergrumbach fiel dann wüst. Der Ort gehörte zum Amt Schmalkalden der hessischen Herrschaft Schmalkalden. 1769 betrieben 48 Menschen Ackerbau und Tierzucht.
Bis zur Wende war die Landwirtschaft der bestimmende Wirtschaftszweig im Dorf. Heute ist es eine Dachdeckerfirma. 2012 leben im Ortsteil 230 Personen.
Um 1830 pflanzten die Bauern auf den überwiegend für den Kirschanbau geeigneten Flächen Kirschen an. Das war der Ursprung für die Kirschkirmes in der Kirschenzeit, die traditionsmäßig heute noch gefeiert wird.